# Les Landes-Genusson
Les Landes-Genusson è un comune francese di 2 343 abitanti situato nel dipartimento della Vandea nella regione dei Paesi della Loira.

## Società

### Evoluzione demografica
Abitanti censiti